# 天主教希奧利艾教區
天主教希奧利艾教區（拉丁語：Dioecesis Siauliensis）是羅馬天主教在立陶宛的一個教區，屬考那斯總教區。成立1997年5月28日。

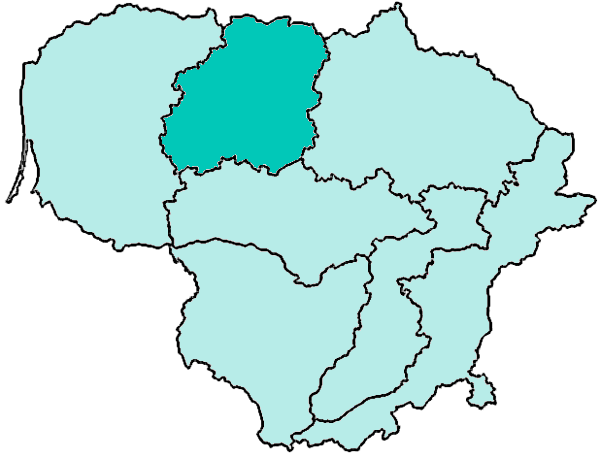
希奧利艾教區管轄範圍圖

2004年有教友269,861人，佔轄區總人口79.7%。教區下轄六十七個堂區，有六十五名司鐸。現任主教為猶金·巴圖利斯。
著名的朝聖地十字架山位於本教區。